# ツクダホビー
株式会社 ツクダホビー（TSUKUDA HOBBY Co.,Ltd.）は、かつて存在した日本の玩具・模型メーカーである。株式会社ツクダの関連会社の一つ。

## 概要
1973年ツクダがオセロを販売しヒットさせた後、ツクダオリジナルやツクダアイデアルと共にグループ企業のひとつとして新設された。

グループ内の各企業は、それぞれが異なった分野のゲームや玩具を販売しており、ツクダホビーは主にボードゲーム、プラモデル、フィギュアなどを販売した。本社はツクダオリジナルと同じく、東京都台東区橋場1丁目36番地10号のツクダグループビル内に所在していた。ボードゲーム関連では、アニメ作品を題材としたウォー・シミュレーションゲーム製品を数多く販売した。テーブルトークRPG製品もかなりの数に上る。シミュレーションとRPGの中間的な製品もあった。アメリカのSFボードゲームの日本語版をいくつか販売した。この種の事業は1980年代から1990年代半ばまで続いた。ゲーム情報誌『オペレーション』も発行した。
模型関連では、日本国外メーカー製の骨格標本に「Visible man」や
「Visible Woman」と称された人体解剖模型、肺や眼球など人体部位の模型という珍しいプラモデルキットの販売も手がけた。大型ソフトビニールフィギュアも販売しており、1980年代後半からフィギュア、キャラクタープラモデルキットを手がける。
2003年3月31日に倒産、事業は親会社のツクダに吸収された。

## 代表的な製品

### テーブルトークRPG

#### ローズ・トゥ・ロードシリーズ
- ナーハン・ラムザス編
- ストラディウム編Vol.1
- ストラディウム編Vol.2
- ストラディウム編Vol.3
- ストラディウム編DXセット
- グイン・ワールド (1984年)

小説『グイン・サーガ』の世界を舞台とした冒険をローズ・トゥ・ロードのルールシステムで楽しめるようにしたもの。

#### ワープスシリーズ
- ルパン三世 カリオストロの城 LUPIN III CATSLE OF CAGLIOSTRO (1987年)

番外編 基本ルール（ワープスオリジナル）に先行して発売され、単体でのプレイが可能。
- 逆襲のシャア CHAR'S COUNTER ATACK (1988年)

番外編 基本ルールに先行して発売され、単体でのプレイが可能。プレイヤーはモビルスーツパイロットとなる、『機動戦士ガンダム』から『機動戦士ガンダム 逆襲のシャア』にかけて1988年までに発表されたMSがデータ化されており、宇宙世紀ガンダムRPGとして活用可能。
- ワープスオリジナル(1988年)

基本ルール。
- ワープスファンタジー
  1. ヒーローズレルム
  2. リング オブ リリアナ
  3. ビーストランド
  4. ウィザードシティー
  5. ウォリアーズ&メイジズ

ワープスファンタジーシリーズは、ファンタジーRPGの職業毎のルールを分冊したサプリメント。プレイには基本ルールが必要。
- アップルシード APPLESEED

漫画『アップルシード』を取り扱う拡張ルール、データ。上記の番外編とは異なり単体ではプレイ不可で基本ルールが必要。
- トーキョーシティー1989 TOKYO CITY 1989 ---WARPS FUTURE Part.1

現代物のサプリメント。ワープスフューチャーシリーズPart.1であるが、続編は発表されなかった。

#### ブルーフォレスト物語シリーズ
- ブルーフォレスト物語 BLUE FOREST STORY (1990年)
- ブルーフォレスト戦乱 BLUE FOREST WARS (1991年)
- ブルーフォレスト伝承 BLUE FOREST TALES (1992年)

#### ジークジオンシリーズ
- ジークジオン SIEG ZION (1990年)
『機動戦士ガンダム』シリーズの一年戦争時における宇宙を主体とする。
- クロス オブ ジオン CROSS OF ZION
地球上を主体とする。車両、航空機なども含まれる。
- トワイライト オブ ジオン TWILIGHT OF ZION
ニュータイプ専用機などの拡張キット。
- ガンダム マスタースクリーン TRPG

本ゲームに登場するモビルスーツの形式番号は、本作独自であることが多い。例えば、他の作品では高機動型ザクIIはMS-06Rの形式番号を用いられることが多いが、本作ではMS-06Gとなっている。イラストについても同様に本作独自に作成されたものがあり、例えば、本作のゲルググキャノンは通常のゲルググのイラストにガンタンクの主砲をコラージュしたものとなっており、ガンキャノンのように左右2門のキャノンを持つ。
キケロガの姿が初めて描かれたのは「トワイライト オブ ジオン」のデータカード、および駒の図となる。

#### ギア・アンティークシリーズ
- ギア・アンティーク GEAR ANTIQUE (1991年)
- アート・アルケミー  (1992年)
- スチーム・パレード  (1993年)

#### その他
- エンタープライズ (1983年)
- クラッシャージョウ (1983年)
- スタークェスト (1984年)
- アルフォンス ALPHONSE（機動警察パトレイバー）(1991年)
ジークジオンシリーズと類似システム
- 聖珠伝説パールシード (1992年)
- 学園ぱらだいす (1992年)
- バトリング BATTLING（装甲騎兵ボトムズ） (1992年)
ジークジオンシリーズと類似システム
- カイゼル・レギオン KAISER LEGION (1992年)
- トーキョーN◎VA (1993年)

### ボードゲーム
- 大航海時代 CONQUISTADORS
- アクシズ U.C.0078 Axis U.C.0078 - 機動戦士ガンダム～機動戦士ガンダム 逆襲のシャア・マルチプレイヤーゲーム
- クァークス QUIRKS
- ザ・プロレス カードゲーム
- スパイダーマン the AMAZING SPIDER-MAN - 戦術級
- コスミックエンカウンター COSMIC ENCOUNTER - カードゲーム
- 天空の城ラピュタ - テーブルゲーム
収録されているゲームは、ティディス要塞、ドーラの警戒線突破、ドーラの飛行客船、パズーのシータ奪還。
- ドラゴンパニック
- パワーベースボール

#### めぞん一刻シリーズ
- 恋のルーレット (めぞん一刻) - マルチプレイヤーゲーム
- 一刻館の昼と夜 - マルチプレイヤーゲーム

### ボードウォー・シミュレーションゲーム
- 伝説巨神イデオン IDEON - 戦術級
- MIDGALD 失われた鍵 - 戦術級
- マーフィ・パイレーツ (クラッシャージョウ) -- 戦闘級
- 風の谷のナウシカ - 戦闘級
- ジェネシスクライマー(機甲創世記モスピーダ) - 戦術級
- 司政官 - 戦略級
- 巨神ゴーグ - カードゲーム
- ラウンドバーニアン ROUND VERNIAN (銀河漂流バイファム) - 戦闘級
- グイン・サーガ - 作戦級
- メガゾーン23 - 戦闘級
- アリオン - 戦術級
- パンツァーブレード PANZER BRADE（機甲界ガリアン） - 戦術級
- レオパルドII LEOPARD II - 戦闘級
- 大航海時代 CONQUISTADORS - 作戦級
- コンバインド・アームズ COMBINED ARMS - 戦術級
- ハリコフ・クルスク戦 PANZER KEIL - 作戦級、1988年、福田 誠
- オクトバー・タイフーン Operaition October Typhoon - 作戦級
- 上陸作戦 - 仮想戦 作戦級

#### 機動戦士ガンダムシリーズ
- ジャブロー戦役 JABRO - 戦術級
- 激戦!ア・バオア・クー FORTRESS - 戦術級
- ソロモン攻略戦 NEW TYPE - 戦術級
- ホワイトベース WHITE BASE - 戦術級（「ソロモン攻略戦」のエキスパンションキット）
  - ホワイトベースversion2 WHITE BASE2 - 戦術級
- クロスファイト CROSS FIGHT - 戦闘級
- ラストファイト LAST FIGHT - 戦闘級

#### 機動戦士Zガンダムシリーズ
- ティターンズ TITANS - 戦闘級
- エゥーゴ A.E.U.G - 戦闘級
- ゼダンの門 GATE OF ZEDAN - 戦闘級（「ティターンズ」「エゥーゴ」のエキスパンションキット）
- Zの鼓動 SIGN OF Z - 戦術級
- グリーン ノア GREEN NOA 1 - 戦術級
- ニューホンコンの戦い PSYCO-GUNDAM - 戦術級（下記「サイクロプス・アタック」とシステムは同一）

#### 機動戦士ガンダムZZシリーズ
- サイド1 SIDE ONE - 戦闘級
- コア3 CORE 3 - 戦闘級（「サイド1」のエキスパンションキット）
- ダカール DAKAR - 戦術級

#### 複数のガンダム作品の機体が登場するゲーム
- ガンダム戦史 GUNDAM HISTORY -「機動戦士ガンダム」、「劇場版機動戦士ガンダム」、「機動戦士Zガンダム」、「機動戦士ガンダムZZ」、 戦闘級（「ラストファイト」「ティターンズ」「エゥーゴ」「サイド1」とシステムは同一）
- サイクロプス・アタック CYCLOPS ATTACK - ガンダム & 0080 戦術級
- アクシズの戦い QUIN-MANTHA - ガンダムZZ & 逆襲のシャア 戦術級（「サイクロプス・アタック」「ニューホンコンの戦い」とシステムは同一）

#### ファミリーゲーム
- 機動戦士ガンダム シミュレーションゲーム

#### スター・ウォーズ (STAR WARS) シリーズ
- デス・スター DETH STAR - 戦術級
- 帝国の逆襲 - 戦術級
- ジェダイの復讐 ENDOR - 戦術級

#### 戦闘メカ ザブングルシリーズ
- 戦闘メカ・ザブングル - 戦術級
- ブルーゲイル BLUE GALE - 戦術級
- ウォーカーギャリア WORKER GARIA - 戦術級

#### スタートレック (STAR TREK) シリーズ
- クリンゴン帝国の侵略 STAR TREK - 戦略級
- カーンの逆襲 STAR TREK II - 戦闘級

#### 超時空要塞マクロスシリーズ
- ドッグファイト DOG FIGHT - 戦闘級
- シティファイト CITY FIGHT - 戦術級
- スペースフォールド SPACE FOLD - 戦略級
- バルキリー VALKYRIE - 戦闘級

#### 聖戦士ダンバインシリーズ
- オーラバトラー AURA BATLER - 戦闘級
- ウィングキャリバー WING CALIVER - 戦闘級
- バイストン・ウェル Byston Well - 戦略級
- グランアタック GRAN ATACK - 戦術級

#### 超時空世紀オーガスシリーズ
- オーガロイド ORGUROID - 戦術級
- ファクトリー FACTORY - 戦略級

#### 重戦機エルガイムシリーズ
- ヘビーメタル Heavymetal - 戦闘級
- エルガイムMARK-2 L.GAIM MARK-2 - 戦闘級
- エキスパンションキット - 戦闘級
- スヴェート SVEET - 戦術級

#### うる星やつらシリーズ
- 友引町買い食いウォーズ - 戦闘級
- 恋は移り気 うる星やつら - カードゲーム
- スクランブル!ラムを奪回せよ! - 作戦級

#### 装甲騎兵ボトムズシリーズ
- レッドショルダー RED SHOULDER - 戦術級
- クメン内乱 CIVIL WAR - 戦術級

#### 蒼き流星SPTレイズナーシリーズ
- SPT - 戦闘級
- V-MAX - 戦闘級

#### 天空の城ラピュタシリーズ
- ティディス城塞 - 戦術級

FS-006 天空の城ラピュタ ラピュタ テーブルゲーム

#### 北斗の拳シリーズ
- 北斗の拳 - カードゲーム
- 世紀末覇者 - 戦闘級

#### 機甲戦記ドラグナーシリーズ
- D-ウェポン D-WEAPON - 戦術級
- メタルアーマー METAL ARMOR - 戦闘級

#### 銀河英雄伝説シリーズ
- アスターテ・アムリッツア会戦 Lost Compleat Victory - 戦術級
原作第一巻（アニメ第一期前半）における戦いを扱う。シナリオは、「アスターテ星域会戦」、「アムリッツァ星域会戦」の２本。
- リップシュタット戦役 LIPPSTADT CAMPAIGN - 戦術級
原作第二巻（アニメ第一期後半）帝國・同盟の内戦における戦いがテーマ。シナリオは、アルテナ星域の戦い・キフォイザー会戦・ドーリア星域の会戦・シャンタウ星域の対峙・ガイエスブルク会戦、の五本。
- ブリュンヒルト Brunhild - 戦術級
帝國領侵攻作戦の終盤に起こった、一個艦隊同士の戦術戦闘を扱ったゲーム。シナリオは９つ。
- イゼルローン要塞 ISERLOHN - 戦術級
原作三巻、四巻（アニメ第二期前半）の戦いを再現している。シナリオは、はばたく禿鷲（ガイエ）、ロイエンタールVSヤン、アッテンボローの罠の三本。
- ラグナロック Ragnaroek - 作戦級（キャンペーン級）
原作第四～第五巻の「ラグナロック作戦」全体を再現している。ロイエンタールのイゼルローン要塞攻勢から、同盟政府無条件降伏までの期間を扱う。
- バーミリオン会戦 VERMILION - 戦術級
原作第五巻（アニメ第二期後半）の会戦がテーマ。シナリオには、「ランテマリオ会戦」および「ヤンズ マジック1」（対シュタインメッツ戦）、「ヤンズ マジック2」（対レンネンカンプ戦）、「ヤンズ マジック3」（対ワーレン戦）、「バーミリオン会戦」、同ショートシナリオ1「囮」、同じくショートシナリオ2「鉄壁ミュラー」の7本がある。

#### タンクコンバットシリーズ
デザインの多くは、岡田厚利。
- タイガーI TIGER I - 戦闘級
1944年6月6日以降 - 終戦迄の西部戦線における米英軍と独軍の戦車戦がテーマ。試験的に幾つかの移動システム案がルールブックに記載されていた。
- パンサー PANTHER - 戦闘級
1941年6月22日以降 - 終戦迄のソ連軍と独軍の東部戦線における戦車戦がテーマ。本作品以降移動システムは一本化する。
- パットン PATTON - 戦闘級
朝鮮戦争以降 - 1980年代の戦争・紛争における戦車戦がテーマ。シリーズの他作品とは異なり、射撃のルールには数字ではなくアルファベット表記が使用されているので、他作品との共用は不可能。
- 九七式中戦車 - 戦闘級
日中戦争～ノモンハン事件から、太平洋戦争及びソ連の満州侵攻迄の日本軍と連合軍の戦車戦・対戦車戦を取り扱ったゲーム。
- マチルダ MATILDA - 戦闘級
1940年春の対仏戦から、北アフリカ戦線全般及び1943年以降のイタリア戦線における独伊枢軸軍と米英仏連合軍の戦車戦がテーマ。

#### 戦国合戦シリーズ
- 幸村外伝 ～真田幸村 大阪夏の陣～ - 戦術級
- 甲斐の虎
  - シナリオ1「上田原の合戦」
  - シナリオ2「川中島の合戦」
  - シナリオ3「三増峠の合戦」
- 武田盛衰記
長篠の戦い他複数シナリオ。
  - シナリオ1「三方ヶ原の合戦」
  - シナリオ2「信長、三方ヶ原へ」（ifシナリオ）
  - シナリオ3「長篠の合戦」
  - シナリオ4「雨の長篠」（ifシナリオ）
- 激闘関ヶ原
シナリオは8本。
  - シナリオ1「裏切りの関ヶ原」（史実シナリオ・主戦場のみ）
  - シナリオ2「史上最大の決戦」（史実シナリオ・南宮山方面まで拡張）

以下はすべてIFシナリオ。
  - シナリオ3「メッケルの関ヶ原」（西軍の裏切りが起こらないシナリオ）
  - シナリオ4「西軍総帥毛利輝元」（毛利輝元出陣シナリオ）
  - シナリオ5「田辺城包囲軍」（田辺城攻撃隊参加シナリオ）
  - シナリオ6「猛将立花宗茂」（大津城攻撃隊参加シナリオ）
  - シナリオ7「関ヶ原の千成瓢箪」（豊臣秀頼出馬シナリオ）
  - シナリオ8「秀忠隊到着」（徳川秀忠隊・真田昌幸隊参加シナリオ）

#### 戦国群雄伝シリーズ
- 信玄上洛 ～風の巻～ - 作戦級
武田信玄が病死しなかったらという仮想設定で、武田軍を中心とする反織田連合軍と織田軍との戦いを再現。
- 関東制圧---- 作戦級
武田信玄、上杉謙信、北条氏康の三つ巴の戦いを再現。シナリオは、天と地と（第四次川中島合戦）、謙信越山（上杉謙信の小田原包囲戦）、関東制圧（武州松山城包囲戦）、甲相激突三増峠（三増峠の合戦）の四本。
- 独眼竜政宗
伊達政宗の戦いを扱う。シナリオは、キャンペーンシナリオ：天正16年の危機、ミニシナリオ：人取橋、決戦摺上原の三本。
- 信長風雲録
織田信長対反織田連合の畿内での戦いを中心に扱う。シナリオは、金ヶ崎撤退、姉川の戦い、義昭追放、田楽狭間（桶狭間の戦い）の四本。
- 秀吉軍記
山崎の戦い、賤ヶ岳の戦い、小牧・長久手の戦いなど五シナリオ。
- 西国の雄
毛利元就の中国地方制圧の戦いを再現。シナリオ 群山城の戦い他 作戦級
- 九州三国志
島津・大友・龍造寺の戦い 。沖田畷の戦い、耳川の戦い、九州三国志の3シナリオ
- 戦国の一番長い日
戦国群雄伝連結モジュール

#### その他の戦国ゲーム
- 謙信上洛 - 作戦級
上杉謙信が病死しなかったらという仮想設定で、上杉軍を中心とする反織田連合軍と織田軍との戦いを再現。
戦国群雄伝とは異なり移動にランダム性が導入されている。

#### ジェットファイターシリーズ
- ジェットファイター JET FIGHTER - 戦闘級
- ファイターボマー FIHTER BOMBER - 戦闘級

#### タスクフォースシリーズ
- ミッドウェー海戦 OPERATION "MI" - 作戦級
- 珊瑚海海戦 BATTLE OF THE CORAL SEA - 作戦級
- 南太平洋海戦 SANTA CRUZ - 作戦級
- アークロイヤル ARK ROYAL - 作戦級

#### 海戦
- 戦艦大和 - 戦術級
- 航空母艦 - 戦術級
- アドミラル グラフ シュペー ADMIRAL GRAF SPEE - 戦闘級
- 眼下の敵 ENEMY BELOW - 戦術級
- 通商破壊戦 TRADE RIDER - 作戦級
- シーレーン SEA LANE - 作戦級

#### 空戦
- 撃墜王 - 戦闘級
- 第8空軍 COMBAT WINGS - 作戦級
- トップガン TOP GUN - 戦術級

#### その他
- 戦国ファイト - 戦略級
- アドバンストキット A
  - 自作キット（マップ製作）
- アドバンストキット B
  - 自作キット（ユニットデザイン）

### プラモデル

#### 1/24スケールダイナミックヨーロッパシリーズ
1. ロータスエリート
2. マセラッティメラク
3. ランボルギーニイタルBMWE-26

#### 恐竜大戦争アイゼンボーグ
- ミニマシーン4機 キャラメルボックス仕様（アイゼンボーグ号/アイゼンI号/アイゼンII号/アイゼンボーグマン）

#### 恐竜戦隊コセイドン
- コセイドン号
- ミニマシーン4機 キャラメルボックス仕様（コセイドン号/ファイタスI号/ファイタスII号/コセイダー）

#### 風の谷のナウシカシリーズ
- 01 旅立ち カイに乗るナウシカ 1/20
- 02 メーヴェ 風使い（メーヴェに乗るナウシカ） 1/20
- 03 風の谷のガンシップ 1/72
- 04 王蟲とナウシカ 1/20

#### スタジオジブリ・コレクションシリーズ
- 05 天空の城ラピュタ フラップター 1/20
- 06 天空の城ラピュタ ゴリアテ 1/2000
- 07 天空の城ラピュタ タイガーモス 1/350

#### 1/12スケールアニメーションキャラクターシリーズ
1. ファンドラ（夢次元ハンターファンドラ）
2. イクサー1＆加納渚（戦え!!イクサー1）
3. アリオン & レスフィーナ（アリオン）
4. 音無響子（惣一郎付）（めぞん一刻）

#### 1/72スケール航空機シリーズ
- WP01 ダグラス AD-6 スカイレーダー
- WP02 ダグラス A-1H スカイレーダー

レベルシリーズ：米レベル社からのOEM
- P01 ポリカルポフ I-16
- P02 フォッケウルフ Ta152H-1
- P03 マッキ MC.200 サエッタ
- P04 ドルニエ Do335A-6
- P05 ドルニエ Do17Z-2
- P06 メッサーシュミット Me410A-2/U-4
- P07 ハインケル He115C-1
- P08 コンソリデーテッド PBY-5A カタリナ
- H01 海上自衛隊 シコルスキー H-19 はつかり (1/48)

ロシア機シリーズ：韓国メーカーからのOEM
- S01 MiG-29 ファルクラム
- S02 Su-27 フランカー
- S03 MiG-31 フォックスハウンド
- S04 Yak-38 フォージャー
- S05 Su-25 フロッグフット チェコスロバキア空軍

#### 1/100スケール航空機シリーズ
旧ベンホビー社製キットの再版
- JFS01 F-15J イーグル
- JFS02 F-15D/DJ イーグル
- JFS03 F-15C イーグル
- JFS04 F-15E ストライクイーグル

#### 1/144スケール航空機シリーズ
韓国メーカーからのOEM
- J01 MiG-23 フロッガー
- J02 MiG-27 フロッガー
- J03 F-19 ステルス
- J04 SR-71 ブラックバード （1/288）
- J05 MiG-31 フォックスハウンド
- J06 Su-27 フランカー
- J07 MiG-29 ファルクラム
- J08 MiG-21 フィッシュベッド

#### FAMOUS MOVIE PLASTIC MODEL SERIES
014 - 017はイギリス・ハルシオン (Halcyon) 社からのOEM
- N-012 ターミネーター2 サイバーダイン T800（1/9）
- N-014 エイリアン2 ドロップシップ ALIENS DROP SHIP（1/72）
- N-015 エイリアン2 エイリアンウォーリア ALIENS ALIEN WARRIOR with BASE & EGG（1/9）
- N-016 エイリアン3 ニュークリーチャー（1/9）
- N-017 プレデター2 プレデター（1/9）

#### 1/76スケール戦車シリーズ
イギリス・エアフィックス社からのOEM
- W01 LVT-4 バッファロー & ジープ
- W02 クルセーダー戦車 Mk.II／Mk.III
- W03 オペル・ブリッツ & Pak 40
- W04 25ポンド野砲
- W05 R.A.F. 緊急車両セット
- W06 L.C.M.III & シャーマン戦車
- W07 DUKW水陸両用車
- W08 マタドール・トラクター & 5.5インチ砲
- W09 ボフォース 40mm機関砲 & 牽引車
- W10 R.A.F. 給油セット
- W11 ブレン・キャリア & 6ポンド砲
- M01 ブラッドハウンドミサイル
- M02 M551 シェリダン戦車

#### ミニスケール航空機シリーズ
- アメリカ海軍新鋭ジェット（1/700）
- アメリカ空軍新鋭ジェット（1/700）
- ソ連空軍新鋭ジェット（1/700）
- 航空自衛隊機（1/700）
- 海上自衛隊機（1/700）
- アメリカ海軍艦載機（1/800）
- ドイツ空軍戦闘機（1/700）
- アメリカ陸軍戦闘機（1/700）
- 日本海軍戦闘機（1/700）

#### その他
001 - 003はアメリカ・モノグラム社からのOEM。001と003は旧オーロラ社製
- 001 フライングサブ （原子力潜水艦シービュー号）（1/60）
- 002 スターファイター （バックロジャース）
- 003 U.F.O. （インベーダー）（1/72）
- バットウイング （バットマン）（1/48）

#### 日本国外メーカーキット
アメリカ・AMT社、MPC社、リンドバーグ社、イギリス・ハルシオン社等のプラモデルの輸入販売
- スターウォーズシリーズ
- バットマンシリーズ
- エイリアンシリーズ
- ターミネーターシリーズ
- ナイトライダー
- エアウルフ

1980年代初頭～日本で金型を製作していた、イタリアのESCIの金型を～イタリアに発送する前に借り受けて、日本国内向けに『ESCI』ブランドで発売していた。

### 木製工作キット
- GA560 船シリーズ5『わんぱく巡視船艇』

### キャラクタードール
1/5スケール＝約32cm

#### フルアクションドールシリーズ
- サクラ大戦シリーズ
- 吸血姫美夕シリーズ
- センチメンタルジャーニーシリーズ
- To Heartシリーズ
- 彼氏彼女の事情シリーズ
- 青の6号シリーズ
- 守護月天!シリーズ

#### レイアース マジックナイトコレクション
1. 獅堂 光
2. 鳳凰寺 風
3. 龍咲 海

### ジャンボフィギュア・ジュニアシリーズ
- Jr.1 エル （うる星やつら）1/12
- Jr.2 面堂了子 （うる星やつら）1/12
- Jr.3 水乃小路飛鳥 （うる星やつら）1/12
- Jr.4 朝霧陽子 （幻夢戦記レダ）1/12
- Jr.5 時祭イブ （メガゾーン23）1/12
- Jr.6 ヨニ （幻夢戦記レダ）1/12
- Jr.7 マジシャン ラム （うる星やつら）1/12
- 風の谷のナウシカ 休息

### ソフビ製組立てキット (P.V.C. Model Kit series)

#### 1/6フィギュアモデルシリーズ
- JF-51 ミンキーモモ （魔法のプリンセス ミンキーモモ）
- JF-52 美神令子 （GS美神）
- JF-53 おキヌ （GS美神）
- JF-76 オーフェン＆クリーオウ （魔術師オーフェン）
- JF-79 宮沢三姉妹セット （彼氏彼女の事情）
- 神楽坂優奈「ライトスーツ」 （銀河お嬢様伝説ユナ）
- 神楽坂優奈「フライト・フォーム」 （銀河お嬢様伝説ユナ）
- ユーリィ・キューブ （銀河お嬢様伝説ユナ2）
- 怪盗セイント・テール（怪盗セイント・テール）
- ウエディングピーチ（愛天使伝説ウエディングピーチ）

#### エヴァンゲリオンシリーズ
- JF-65 葛城ミサト  (1/6)
- JF-66 綾波レイ＆惣流・アスカ・ラングレー（プラグスーツ）  (1/6)
- JF-67 エヴァンゲリオン初号機
- JF-69 エヴァンゲリオン弐号機
- JF-70 綾波レイ（制服）  (1/6)
- JF-72 惣流・アスカ・ラングレー（制服）  (1/6)
- JF-73 綾波レイ（プラグスーツII）  (1/6)
- JF-74 綾波レイ＆惣流・アスカ・ラングレー（水着）  (1/6)
- JF-75 エヴァンゲリオン零号機改

#### エイリアンシリーズ
- HT-01 エイリアン (1/5)
- HT-02 オリジナル フェイスハガー (1/1)
- HT-03 ノストロモ号 (1/400)
- HT-06 エイリアン3フェイスハガー&クイーンフュータス (1/1)
- HT-07 ドッグバスター (1/1)
- HT-21 クイーンチェストバスター (1/1)

#### センチメンタルグラフティシリーズ (1/6)
- SGK-01 星野明日香＆永倉えみる
- SGK-02 山本るりか＆綾崎若菜
- SGK-03 遠藤晶＆松岡千恵
- SGK-04 七瀬優＆安達妙子
- SGK-05 保坂美由紀＆杉原真奈美
- SGK-06 森井夏穂＆沢渡ほのか

#### ターミネーター2シリーズ (1/6)
- SVM-01 サイバーダイン 800 モデル101
- SVM-02 ターミネーター T-800
- SVM-03 ターミネーター T-1000
- SVM-04 ターミネーター T800 & T1000 （塗装済み）

#### バットマン・リターンズシリーズ (1/6)
- SVM-05 バットマン
- SVM-06 キャットウーマン
- SVM-07 ペンギン
- SVM-08 ペンギンコマンド

#### ロボコップ3シリーズ (1/6)
- SVM-12 ロボコップ （アームガン装備）
- SVM-13 ロボコップ （ジェットパック装備）

#### スタートレックIVシリーズ
- SVM-14 1/1000 USS エクセルシオール
- SVM-15 1/350 クリンゴン L-42 バード・オブ・プレイ

#### ゴジラシリーズ
- SVM-16 1/300 ゴジラ 1993 （ゴジラvsメカゴジラ）
- SVM-17 1/300 メカゴジラ 1993 （ゴジラvsメカゴジラ）
- SVM-18 1/160 ラドン 1956 （空の大怪獣ラドン）
- SVM-19 1/160 ゴジラ 1964 （モスラ対ゴジラ）
- SVM-22 1/350 ゴジラ 1994 （ゴジラvsスペースゴジラ）
- SVM-23 1/350 スペースゴジラ （ゴジラvsスペースゴジラ）
- SVM-24 1/350 モゲラ 1994 （ゴジラvsスペースゴジラ）
- SVM-32 1/350 ゴジラ 1995 （ゴジラvsデストロイア）
- SVM-33 1/350 デストロイア （ゴジラvsデストロイア）
- SVM-51 1/288 ゴジラ 2000 （ゴジラ2000 ミレニアム）

#### ガメラシリーズ
- SVM-25 1/350 ガメラ 1995 （ガメラ）
- SVM-26 1/350 ギャオス 1995 （ガメラ）
- SVM-34 1/350 ガメラ 1996 （ガメラ2）
- SVM-35 1/350 巨大レギオン （ガメラ2）
- SVM-36 1/10 レギオンソルジャー （ガメラ2）
- SVM-37 1/350 ガメラ飛行タイプ （ガメラ2）
- SVM-48 1/350 ガメラ 1999 （ガメラ3）
- SVM-49 1/350 イリス （ガメラ3）
- SVM-50 1/350 ギャオスハイパー （ガメラ3）

#### ふしぎの海のナディアシリーズ
- SVN-01 1/350 ノーチラス号
- SVN-02 1/35 グラタン
- SVN-03 1/6 ナディア
- SVN-04 1/6 エレクトラ
- SVN-05 1/6 ナディア II （水着バージョン）
- SVN-06 1/700 Ν-ノーチラス号
- SVN-07 1/6 ナディア III （南の島バージョン）

#### サブマリン707Fシリーズ
- SVS-01 1/350 サブマリン707F
- SVS-02 1/350 サブマリン707 II世
- SVS-03 1/350 サブマリン707 I世
- SVS-04 1/350 サブマリン707 I世改

#### ジュラシックパークシリーズ
- JPK-01 ティラノサウルス・レックス （1/24）
- JPK-02 トリケラトプス （1/28）
- JPK-03 ブラキオサウルス （1/30）
- JPK-04 ベロキラプトル "ラプター" （1/10）
- JPK-05 ディロフォサウルス "スピッター" （1/8）
- JPK-06 ガリミムス （1/10）

### ソフビ製完成モデル (P.V.C. Completed Model Series)

#### 1/6フィギュアモデルシリーズ
- JF-50 バットマン（バットマン）
- JF-56 銀鈴（ジャイアントロボ）
- JF-77 オーフェン（魔術師オーフェン）
- JF-78 クリーオウ（魔術師オーフェン）
- JF-80 宮沢雪野 & ペロペロ（彼氏彼女の事情）
- JF-81 宮沢月野 & 花野（彼氏彼女の事情）
- JF-82 紀之真弓 ウエットスーツ（青の6号）
- JF-83 HMX-12 マルチ（To Heart）
- JF-84 守護月天小璘（まもって守護月天!）

#### 1/100 Completed Model
- ジャイアントロボ

#### センチメンタルグラフティコレクションフィギュアシリーズ (1/6)
- SG-01 安達妙子
- SG-02 保坂美由紀
- SG-03 杉原真奈美
- SG-04 森井夏穂
- SG-05 沢渡ほのか
- SG-06 星野明日香
- SG-07 永倉えみる
- SG-08 山本るりか
- SG-09 綾崎若菜
- SG-10 遠藤晶
- SG-11 松岡千恵
- SG-12 七瀬優

#### エヴァンゲリオンシリーズ
- SVE-01 葛城ミサト (1/6)
- SVE-02 綾波レイ＆惣流・アスカ・ラングレー（プラグスーツ） (1/6)
- SVE-03 エヴァンゲリオン初号機
- SVE-04 綾波レイ（制服） (1/6)
- SVE-05 惣流・アスカ・ラングレー（制服） (1/6)
- SVE-06 綾波レイ（プラグスーツII） (1/6)
- SVE-07 綾波レイ＆惣流・アスカ・ラングレー（水着） (1/6)
- SVE-08 エヴァンゲリオン弐号機
- SVE-09 エヴァンゲリオン零号機改
- SVE-10 エヴァンゲリオン初号機(SP)

#### バットマン・リターンズシリーズ (1/6)
- SVM-09 バットマン
- SVM-10 キャットウーマン
- SVM-11 ペンギン

#### エイリアンシリーズ
- SVM-29 エイリアンビッグチャップ (1/5) （エイリアン）
- SVM-30 フェイスハガー (1/1) （エイリアン）
- SVM-31 チェストバスター (1/1) （エイリアン）
- SVM-38 エイリアンクイーン (1/12) （エイリアン2）
- SVM-40 エイリアンウォーリア (1/5) （エイリアン3）
- SVM-41 エイリアンニュークリーチャー (1/5) （エイリアン3）
- SVM-45 ニューボーンエイリアン (1/5) （エイリアン4）
- SVM-46 エイリアンニューウォーリア (1/5) （エイリアン4）
- SVM-47 エイリアンクイーン（新生） (1/12) （エイリアン4）

#### ターミネーター2シリーズ (1/6)
- SVM-39 ターミネーター T-800 vs T-1000 対決セット

#### キャッツ・アイシリーズ (1/6)
- SVM-42 愛（内田有紀）
- SVM-43 瞳（稲森いずみ）
- SVM-44 泪（藤原紀香）

#### 青の6号シリーズ
- SVS-5 青の6号＆ムスカ

#### ジュラシックパークシリーズ
大型ソフビ製完成品（1/10）
- JPL-01 ティラノサウルス・レックス
- JPL-02 トリケラトプス
- JPL-03 ブラキオサウルス （全高約770mm 全長約730mm 全幅約170mm）

中型ソフビ製完成品
- JPM-01 ティラノサウルス・レックス （1/24）
- JPM-02 トリケラトプス （1/28）
- JPM-03 ブラキオサウルス （1/30）
- JPM-04 ベロキラプトル "ラプター" （1/10）
- JPM-05 ディロフォサウルス "スピッター" （1/8）
- JPM-06 ガリミムス （1/10）

小型P.V.C.製完成品
- JPS-01 ティラノサウルス・レックス （1/60）
- JPS-02 トリケラトプス （1/60）
- JPS-03 ブラキオサウルス （1/80）
- JPS-04 ベロキラプトル "ラプター" （1/24）
- JPS-05 ディロフォサウルス "スピッター" （1/20）
- JPS-06 ガリミムス （1/24）

### ミニキャラクターコレクションシリーズ
塗装済・塩ビフィギュア
```
鉄拳2
```

1. ソウルエッジ
2. サクラ大戦（8体）

### 恐竜コレクション
P.V.C.製完成品 （ノンスケール）
- KR-01 ティラノサウルス
- KR-02 パラサウロロフス
- KR-03 アロサウルス
- KR-04 パキケファロサウルス
- KR-05 ブラキオサウルス
- KR-06 エドモントサウルス
- KR-07 アパトサウルス
- KR-08 ステゴサウルス
- KR-09 ディメトロドン
- KR-10 トリケラトプス
- KR-11 アンキロサウルス
- KR-12 プロトケラトプス
- イグアノドン

### 恐竜シリーズ
ソフビ製完成品 （1/30）
- DS-01 ブロントサウルス
- DS-02 トリケラトプス
- DS-03 ティラノサウルス
- DS-04 ステゴザウルス
- DS-05 スティラコサウルス
- DS-06 アンキロサウルス
- DS-07 スピノサウルス
- DS-08 アナトサウルス
- DS-09 パラサウロロフス
- DS-10 パキケファロサウルス
- DS-11 プレシオサウルス
- DS-12 アロサウルス

### P.V.C.キーチェーンシリーズ
- Vol.1 エイリアン ビッグチャップ ヘッド (エイリアン)
- Vol.2 エイリアン ニュークリチャーヘッド (エイリアン3)
- Vol.3 チェストバスター (エイリアン)
- Vol.4 スペースジョッキー (エイリアン)
- Vol.5 エイリアンクイーン ヘッド (エイリアン2)
- Vol.6 フェイスハガー＆エッグ (エイリアン)
- Vol.24 エイリアン ニューウォーリアー (エイリアン4)

### メタルコレクション
機動戦士ガンダムシリーズ
- ガンダム (40mm)、(54mm)
- ザク (40mm)、(54mm)
- ドム (40mm)、(54mm)
- ホワイトベース (1/4000)
- エルメス (1/600)

戦闘メカ ザブングルシリーズ
伝説巨神イデオンシリーズ
最強ロボ ダイオージャシリーズ
- ダイオージャ (54mm)
- エースレッダー (40mm)
- コバルター (40mm)
- アオイダー (40mm)

スターウォーズシリーズ
- ミレニアム・ファルコン
- スターデストロイヤー
- AT-AT vs スノースピーダー

その他
- スペースシャトル (1/480)

### シリーズ不明
- 劇場版窓口限定 未開封 ホシノ ルリ
- リボンの騎士【サファイア＆チンク】企画・原型 （株）栄進堂（山野孝之）レジンキット
- マグマの笛(マグマ大使)オークス
- 銀色エイリアン（43.5cm）トイザらス
- ハルシオン ツクダホビー/エイリアン2 プラモデル1/12 パワーローダー with リプリー (rzu-nh3-13940)
- レジンキット 七星闘神ガイファード＆デスファード
- アテナ (アリオン ホワイトメタル・フィギュア）
- アポロン (アリオンのホワイトメタル・フィギュア)